# Trytelnyky (przystanek kolejowy)
Trytelnyky (ukr. Трительники) – przystanek kolejowy w pobliżu miejscowości Trytelnyky, w rejonie chmielnickim, w obwodzie chmielnickim, na Ukrainie. Położony jest na linii Odessa – Lwów.